# Ravna Gora (montaña)
Ravna gora (gora, en croata montaña) es una montaña de la región oriental croata de Eslavonia. Está localizada entre las montañas de Psunj y Papuk, al noreste de Pakrac y al sureste de Daruvar. El pico más alto está a una altitud de 854 m s. n. m.
Limita al norte con el río Pakra, y por el este con el río Orljava.
Los geógrafos suelen clasificar como Ravna gora es una sierra de la cordillera Papuk. En la parte occidental de la cordillera Papuk, está a unos 20 km de ancho, formada por tres sierras paralelas: Lisina (Crni Vrh 863 m s. n. m.), Ljutoč (716 m s. n. m.) y Ravna Gora.